# Universe (樂團)
universe（日語：ユニバース），2002年組成的日本搖滾樂團。曾所屬日本索尼音樂娛樂及事務所Stardust Promotion。成員全體參與作詞作曲。以埼玉縣大宮為中心進行活動。

## 簡介
- 2002年
  - 6月 - 高中一年級時，國中同學一起組成樂團。
- 2005年
  - 3月20日 - 在大宮HEARTS(現西川口Hearts （页面存档备份，存于）)舉辦第一次單獨演唱會。
  - 4月 - 在大宮開始街頭演唱。
- 2006年
  - 1月 - 鼓手KEIICHI的雙胞胎弟弟YUSUKE以吉他手的身分加入，成為現在的組合。
  - 7月27日 - 主辦聯合演唱會「unirock Fes.06/Vol.1」。
  - 10月21日 - 主辦聯合演唱會「unirock Fes.06/Vol.2」。
- 2007年
  - 9月 - 柏JUDGE開頭，至關東近郊10所live house，第一次巡迴公演開始。
  - 12月26日 - 主辦聯合演唱會「unirock Fes.Vol.3」。
- 2008年 
  - 8月17日 - 在さいたま新都心HEAVEN'S ROCK舉辦YUSUKE加入後的第一次單獨演唱會。
- 2009年
  - 4月29日 - 主辦聯合演唱會「unirock Fes.Vol.5」。
  - 10月10日 - LOTTE × Sony Music「歌のあるガムプロジェクト」的比賽中獲得大獎。並以LOTTE的廣告曲出道。
  - 12月4日 - 主辦聯合演唱會「unirock Fes.Vol.6」。
- 2010年
  - 05月5日 - 第一張單曲「ハルイロ」正式出道。
  - 08月4日 - 第二張單曲「echoes」發行。這首歌成為動畫「BLEACH」的片尾曲。（撥出集數為第279話 - 第291話）
- 2011年
  - 3月8日 - 回母校舉行秘密演唱會。
  - 5月21日 - 主辦連續兩天聯合演唱會「uni-rock fes.Vol.7」。門票全數完售。
  - 5月22日 - 主辦連續兩天聯合演唱會「uni-rock fes.Vol.8」。門票全數完售。
  - 9月24日 - 主辦聯合演唱會「uni-rock fes.Vol.9」。
  - 10月26日 - 第一張迷你專輯「Reload」發行。隔天27日從渋谷O-WEST單獨演唱會開始進行全國巡迴公演「Re:road」。
  - 12月31日 - 在西川口HEARTS主辦聯合跨年演唱會「uni-rock fes vol.10～CDSP～」。門票全數完售。
- 2012年
  - 離開事務所及唱片公司。
  - 12月19日 - 第二張迷你專輯「Garage days」發行。獲得當地(埼玉縣)唱片行TOWER RECORDS及NACK5town第一名。第一首收錄曲「季節越しの手紙」成為日本テレビ埼玉「NEWS930」(毎週一～四)「WEEKEND930」(毎週五)10～12月的片尾曲。
- 2013年
  - 8月17日 - 全國巡迴公演「souvenir note」。
  - 8月21日 - 第一張正式專輯「COSMO MUSEUM」發行。獲得當地(埼玉縣)唱片行TOWER RECORDS第一名。
  - 11月10日 - 舉辦演唱會「リリース楽曲全曲演奏ライブ〜across the universe〜」、全場共43首歌曲。
  - 11月28日 - 主唱haru參加劇團TEAM-ODAC主催的舞台劇「オレンジノート」(ORANGE NOTE)，飾演健太郎。
- 2014年
  - 吉他手YUSUKE退團。開始新體制4人組。

  - 9月12日 - 第一次包含海外演唱巡迴公演開始「around the world」。[1]
  - 9月17日 - 第三張迷你專輯「around the clock」發行。
  - 12月13日 - 主唱haru參加X JAPAN的hide Birthday Party2014。
- 2015年
  - 以海外為活動目標，持續展開中。
  - 9月26日 - Anime Weekend Atlanta 2015
  - 12月13日 - hide Birthday Party 2015　～MIX LEMONed JELLY pre collection～
- 2016年
  - 7月18日 - 「hide presents MIX LEMONeD JELLY 2016」
  - 9月11日 - 宣布11月5日單獨演唱會及活動休止的消息。
  - 11月5日 - 西川口Hearts舉行『universe ONEMAN LIVE「uni音 2016 〜Eternal Flame〜」』

## 成員
KAZUYA（カズヤ）/bass

1986年5月11日出生。A型。出身地為新潟縣・目前住在川口市。
KEIICHI（ケイイチ）/drums

1986年6月6日出生。A型。出身地為埼玉縣・目前住在川口市。YUSUKE的雙胞胎哥哥。
haru（ハル）/vocal

1986年12月15日出生。O型。出身地為埼玉縣・目前住在川口市。
HIDE（ヒデ）/guitar

1986年12月29日出生。O型。出身地為埼玉縣・目前住在川口市。universe的團長。
YUSUKE（ユウスケ）/guitar

1986年6月6日出生。A型。出身地為埼玉縣。KEIICHI的雙胞胎弟弟。2014年脫退。

## 作品

### 地下時期(單曲)
- time out（2007年11月6日發售）
- ココロネ（2009年4月15日發售） ※LIVE現場限定
- May I…?（2009年7月22日發售） ※LIVE現場限定
- BINETSU（2012年10月10日發售） ※LIVE現場限定
- Misty days（2012年11月14日發售） ※LIVE現場限定
- Graduation（2013年2月27日發售） ※配信限定
- GLORIOUS ARROW/Carry（2013年8月21日發售） ※LIVE現場限定
- 虹星（2014年5月6日發售） ※LIVE現場限定

### 出道作品(單曲)
|     | 發行日期     | 名稱     | 商品編號            |
| --- | ------------ | -------- | ------------------- |
| 1st | 2010年5月5日 | ハルイロ | DFCL-1630           |
| 2nd | 2010年8月4日 | echoes   | DFCL-1665 DFCL-1667 |

### 地下時期(專輯)
- five pieces（2009年12月2日發售） ※大宮アルシェ内NACK5TOWN / LIVE現場限定
- Garage days（2012年12月19日發售）
- COSMO MUSEUM（2013年8月21日發售）
- around the clock（2014年9月17日發售）
- REverse 1（2015年4月15日發售）

### 出道作品(專輯)
|     | 發行日期       | 名稱   | 商品編號  |
| --- | -------------- | ------ | --------- |
| 1st | 2011年10月26日 | Reload | DFCL-1802 |

### DVD
- around the world（2015年4月15日發售）

## 節目
「uni-音 radio」

NACK5 毎週五24:00-24:30(日本時間)

撥放期間：2010年4月2日～2011年10月1日
「universeの世界の特技をやってu」

撥放期間：2012年5月11日～2012年9月28日
「カズヤの不思議なダンジョン」

撥放期間：2013年2月4日～現在

## 外部連結
- universe official website （页面存档备份，存于）
- universe（ユニバース） official website（舊）
- 官方myspace （页面存档备份，存于）
- 官方facebook （页面存档备份，存于）
- 官方twitter （页面存档备份，存于）

## 附註
1. ↑  .   [2014-11-02]. （原始内容存档于2021-06-12）.